# Agrilus kubani
Agrilus kubani es una especie de insecto del género Agrilus, familia Buprestidae, orden Coleoptera.
Fue descrita científicamente por Bílý, 1991.